# Elporia armata
Elporia armata är en tvåvingeart som beskrevs av Elisabeth K. Stuckenberg 1955. Elporia armata ingår i släktet Elporia och familjen Blephariceridae. Inga underarter finns listade i Catalogue of Life.